# Балада про принцесу
«Балада про принцесу» — пісня Руслани Лижичко з її дебютного альбому «Мить весни. Дзвінкий вітер». Також пісня входить до третього альбому «Найкраще». Композитором пісні є сама Руслана, слова написала Анна Кривута.  
31 грудня 1997 року відбулася прем'єра відеокліпа на пісню «Балада про принцесу», який став першим анімаційним відеокліпом в Україні та був частиною різдвяної телепрограми «Різдво з Русланою» на «1+1».

## Версії пісні
| #  | Назва                             | Тривалість |
| -- | --------------------------------- | ---------- |
| 1. | «Балада про принцесу» (саундтрек) | 4:57       |
| 2. | «Балада про принцесу» (ремейк)    | 5:01       |
| 3. | «Балада про принцесу» (наживо)    | 4:17       |